# Pseudophaloe tellina
Pseudophaloe tellina là một loài bướm đêm thuộc phân họ Arctiinae, họ Erebidae.